# Hayriye (İnegöl)
Hayriye ist ein Dorf am Fuße des Uludağ-Gebirges in der Provinz Bursa, die im Westen der Türkei an der Küste des Marmarameeres gelegen ist. Bursa heißt auch die in deren Mitte gelegene Provinzhauptstadt, die 60 km von Hayriye entfernt ist. Die Kreisstadt İnegöl ist 15 km von Hayriye und 45 km von Bursa entfernt.

## Geschichte
Aus Angst vor einer wahrscheinlichen Vergeltung des Russischen Reiches nach Ende des Russisch-Türkischen Krieges von 1877–1878 sind tausende moslemische Georgier aus ihrer kaukasischen Heimat geflohen. In der georgischen Hafenstadt Batumi stiegen sie in Schiffe und reisten nach Giresun, Altınordu, Samsun, Sinop, Istanbul und in andere Hafenstädte des Osmanischen Reiches. Während einige Georgier sich in der Nähe dieser Städte niederließen, sind andere ins Innere des Landes weitergezogen und haben sich in Dörfern in den Provinzen Amasya, Adapazarı, Bursa und Balıkesir niedergelassen.
Die Gründer von Hayriye verließen damals mit einer Gruppe von 250 Personen ein Dorf in der Nähe von Artvin, das an der heutigen Grenze der Türkei zu Georgien liegt, in Richtung der Provinz Bursa. Nach Aussagen der Dorfältesten sind die Gründer von einem georgischen Imam namens "Haci Mehmet Efendi" auf das Gebiet, auf dem das Dorf gegründet wurde, aufmerksam gemacht worden. Dieser lebte in dem türkischen Dorf "Maden", das ganz in der Nähe liegt. Im Zuge von Ausflügen und Wanderungen war ihm aufgefallen, welche Ähnlichkeit das Gelände, das Klima, die Wälder und Flüsse mit seiner Heimat Georgien hatten.
Als die Gruppe aus Artvin in diesem Gebiet ankam, fanden sie jedoch eine kleine Gruppe von Tscherkessen vor, die sich in der Zwischenzeit hier niedergelassen hatten. Das Beharren auf dem Recht, an dem Ort zu siedeln, führte zu Streitereien zwischen den beiden Gruppen. Im Interesse einer friedlichen Lösung wurde der Fall an den Landrat in İnegöl herangetragen. Dieser erlaubte den Georgiern, in dem Gebiet zu bleiben, und wies den Tscherkessen das heutige „Hacikara“ zu. Aussagen zufolge gebrauchte der Landrat öfter das Wort „hayirli“ (zuträglich, Wohltat), als er seine Entscheidung mitteilte. Den Georgiern zufolge war dies der Grund für die Namensgebung des Dorfes.

## Bevölkerung
| Jahr | Einwohner |
| ---- | --------- |
| 2007 |           |
| 2000 | 381       |
| 1997 | 350       |
| 1974 | 750       |
| 1970 | 746       |
| 1965 | 1.010     |
| 1955 | 1.063     |
| 1950 | 1.083     |
| 1945 | 1.026     |
| 1940 | 995       |
| 1880 | 250       |